# Universo expandido (ficção)
Universo expandido, por vezes chamado universo estendido, geralmente indica a "extensão" de uma franquia de mídia (por exemplo, um programa de televisão, uma série de filmes em exibição etc.) com outros meios de comunicação (em geral, histórias em quadrinhos e romances originais). Isso normalmente envolve novas aventuras para os personagens existentes já desenvolvidos dentro da franquia; no entanto, em alguns casos, personagens inteiramente novos e uma mitologia complexa são desenvolvidos. Não é o que acontece numa adaptação, que é uma releitura da mesma história num universo canônico diferente, geralmente em meios de comunicação diferentes. Quase todas as franquias de mídia com uma fan base comprometida tem alguma forma de universo expandido. Um exemplo muito popular disso são as fan fictions. Fan fictions são histórias criadas por uma fan base que retrata personagens existentes de maneiras novas e diferentes.

## Exemplos
Dois exemplos importantes de franquias de mídia com um universo expandido são Star Wars e Star Trek — ambos têm uma ampla gama de romances, quadrinhos e videogames originais e outros meios de comunicação que contribuem para a mitologia de cada universo de maneiras diferentes. Em ambos os casos foram desenvolvidos novos personagens e situações que existem apenas dentro da mídia do universo expandido.

## Canonicidade
Embora existam algumas exceções, as obras do universo expandido são geralmente aceitas como cânones ou como parte do enredo "oficial". Caso contrário, elas são geralmente vistas como "apócrifas". Em alguns casos, personagens criados para um universo expandido podem ser adotados (apresentados) pelas obras principais associadas à franquia e vice-versa — um exemplo é o "Universo expandido de Star Wars". Com o Whoniverse é menos claro o que é cânone, até mesmo foi alegado que todos poderiam fazer parte do cânone, devido à história estar sendo alterada.